# Francisco Sánchez del Arco
Francisco Sánchez del Arco (Cádiz, 1816-Ceuta, 1860) fue un escritor, publicista y político español.

## Biografía
Nacido en 1816 en Cádiz, fue redactor de periódicos políticos como el Eco del Mediodía de Málaga y el Defensor del Pueblo y el Nacional de Cádiz, además de defensor de las ideas del partido progresista, lo cual le habría valido la estancia en cárceles españolas en 1840 y en 1843, en 1848 y en 1851. En la tercera de las épocas citadas se le condujo deportado a Filipinas, de donde regresó al año siguiente en la fragata Colón. En las elecciones de diputados a Cortes para la legislatura de las Constituyentes de 1854 obtuvo escaño por la provincia de Cádiz. Falleció hacia comienzos de abril de 1860 en Ceuta.
Fue autor de producciones dramáticas como El Abenamó (drama), Urganda la desconocida (drama mágico), La polilla de los partidos (comedia), El guapo Francisco Esteban (drama de héroes andaluces), ¡Es la Chachi!, La sal de Jesús, Los toros del puerto, Lola la gaditana y El Cuerno de oro (zarzuela de magia).